# 4-ピロン-2-カルボン酸
4-ピロン-2-カルボン酸（英語、4-pyrone-2-carboxylic acid）は、有機酸の1種である。コマン酸（英語、comanic acid）とも呼ばれる。

## 構造と性質
4-ピロン-2-カルボン酸の分子式はC6H4O4で、分子量は約140.10である

。
純粋な4-ピロン-2-カルボン酸は、常温常圧で固体であり、融点は約250 ℃である

。
なお、融点の250 ℃を超えると4-ピロン-2-カルボン酸は、徐々にカルボキシ基が脱炭酸するという形で分解し、
4-ピロンになる

。
参考までに、4-ピロンの常圧での融点は31 ℃から32 ℃程度であり、沸点でも215 ℃である

。
したがって、この脱炭酸による分解反応を常圧下で行った場合、4-ピロンの気体が発生してくることが判る。

## 製法
まず、4-ピロン-2,6-ジカルボン酸が持つ2つのカルボキシ基のうちの1つだけをエタノールでエステル化する。これを加熱することで、エステル化されていない方のカルボキシ基を脱炭酸させる。その後、酸を用いてエステルを加水分解することによって、4-ピロン-2-カルボン酸は得られる

。